# Rot-Weiss Essen 1990-1991
Questa voce raccoglie le informazioni riguardanti il Rot-Weiss Essen nelle competizioni ufficiali della stagione 1990-1991.

## Stagione
Nella stagione 1990-1991 il Rot Weiss Essen, allenato da Hans-Werner Moors, concluse il campionato di 2. Bundesliga al 15º posto. In Coppa di Germania il Rot Weiss Essen fu eliminato agli ottavi di finale dal Bayer Uerdingen.

## Rosa
| N. |                     | Ruolo | Calciatore         |
| -- | ------------------- | ----- | ------------------ |
|    | Germania (bandiera) | P     | Frank Kurth        |
|    | Germania (bandiera) | P     | Wolfgang Wiesner   |
|    | Germania (bandiera) | D     | Frank Kontny       |
|    | Germania (bandiera) | D     | Willi Landgraf     |
|    | Germania (bandiera) | D     | Ingo Pickenäcker   |
|    | Germania (bandiera) | D     | Dirk Pusch         |
|    | Germania (bandiera) | D     | Jörg Strube        |
|    | Germania (bandiera) | D     | Frank Thommessen   |
|    | Germania (bandiera) | C     | Mario Basler       |
|    | Germania (bandiera) | C     | Stefan Chmielewski |
|    | Germania (bandiera) | C     | Michael Hubner     |
|    | Germania (bandiera) | C     | Stefan Jörissen    |

| N. |                     | Ruolo | Calciatore       |
| -- | ------------------- | ----- | ---------------- |
|    | Germania (bandiera) | C     | Jürgen Margref   |
|    | Germania (bandiera) | C     | Carsten Rafoth   |
|    | Germania (bandiera) | C     | Jürgen Röber     |
|    | Germania (bandiera) | C     | Jürgen Serr      |
|    | Germania (bandiera) | C     | Burkhard Steiner |
|    | Germania (bandiera) | C     | Dirk Wissel      |
|    | Polonia (bandiera)  | C     | Tomasz Zdebel    |
|    | Germania (bandiera) | A     | Detlef Dezelak   |
|    | Germania (bandiera) | A     | Uwe Erlebach     |
|    | Serbia (bandiera)   | A     | Srdjan Jankovic  |
|    | Polonia (bandiera)  | A     | Marek Koniarek   |
|    | Germania (bandiera) | A     | Ralf Regenbogen  |

## Organigramma societario
Area tecnica
- Allenatore: Hans-Werner Moors
- Allenatore in seconda: Jürgen Röber
- Preparatore dei portieri:
- Preparatori atletici:

## Calciomercato

### Sessione estiva
| Acquisti | Acquisti         | Acquisti           | Acquisti |
| R.       | Nome             | da                 | Modalità |
| -------- | ---------------- | ------------------ | -------- |
| A        | Detlef Dezelak   | Preußen Münster    |          |
| C        | Stefan Jörissen  | Uerdingen 05       |          |
| D        | Ingo Pickenäcker | Osnabrück          |          |
| C        | Petr Rada        | Fortuna Düsseldorf |          |

| Cessioni | Cessioni          | Cessioni           | Cessioni |
| R.       | Nome              | a                  | Modalità |
| -------- | ----------------- | ------------------ | -------- |
| A        | Aaron Biagioli    | Magonza            |          |
| C        | Fabrizio Hayer    | Magonza            |          |
| D        | Oliver Koch       | Schwarz-Weiß Essen |          |
| A        | Manfred Ostendorf | Bocholt            |          |

### Sessione invernale
| Acquisti | Acquisti        | Acquisti        | Acquisti |
| R.       | Nome            | da              | Modalità |
| -------- | --------------- | --------------- | -------- |
| C        | Michael Hubner  | Bochum          |          |
| A        | Srdjan Jankovic | Wattenscheid 09 |          |

| Cessioni | Cessioni    | Cessioni          | Cessioni |
| R.       | Nome        | a                 | Modalità |
| -------- | ----------- | ----------------- | -------- |
| C        | Dirk Helmig | Bochum            |          |
| C        | Petr Rada   | FK Viagem Příbram |          |

## Risultati

### 2. Bundesliga

#### Girone di andata
| Arbitro: | Amerell |

|                |           |                |
| Gries 43’, 90’ | Marcatori | 60’ Regenbogen |

| Arbitro: | Rubel |

|                   |           |  |
| Helmig 77’ (rig.) | Marcatori |  |

| Arbitro: | Neuner |

|                        |           |  |
| Drieling 75’ Meyer 88’ | Marcatori |  |

| Arbitro: | Boos |

|                                                 |           |                     |
| Regenbogen 8’, 37’ Wójcicki 68’ (aut.) Rada 75’ | Marcatori | 60’ Heisig 62’ Grün |

| Arbitro: | Harder |

|                                                          |           |  |
| Schlotterbeck 4’ (rig.) Spies 25’ Janz 59’ Schweizer 77’ | Marcatori |  |

| Arbitro: | Führer |

|                         |           |  |
| Basler 34’ Erlebach 85’ | Marcatori |  |

| Arbitro: | Matheis |

|               |           |            |
| Friz 27’, 28’ | Marcatori | 33’ Helmig |

| Arbitro: | Dardenne |

|                                  |           |                       |
| Dezelak 5’ Basler 13’ Strube 43’ | Marcatori | 55’ Thoben 88’ Hanses |

| Arbitro: | Theobald |

|                            |           |  |
| Helmig 29’, 82’ Basler 87’ | Marcatori |  |

| Arbitro: | Albrecht |

|                              |           |  |
| Preetz 15’ Spyrka 49’ (rig.) | Marcatori |  |

| Arbitro: | Kasper |

|  |           |                               |
|  | Marcatori | 4’ Bujan 16’ Motzke 76’ Adler |

| Braunschweig 28 settembre 1990, ore 19:00 CEST 12ª giornata | Eintracht Braunschweig | 0 – 0 referto | Rot-Weiss Essen | Stadion an der Hamburger Straße (8 000 spett.)\| Arbitro: \| Lehnardt \| |
| Arbitro:                                                    | Lehnardt               |               |                 |                                                                          |

| Essen 6 ottobre 1990, ore 15:00 CET 13ª giornata | Rot-Weiss Essen | 0 – 0 referto | Osnabrück | Georg-Melches-Stadion (4 800 spett.)\| Arbitro: \| Best \| |
| Arbitro:                                         | Best            |               |           |                                                            |

| Arbitro: | Mölm |

|             |           |                                         |
| Tiedgen 87’ | Marcatori | 28’ Landgraf 42’, 75’ Basler 68’ Helmig |

| Arbitro: | Löwer |

|                                                              |           |  |
| Thommessen 13’ Regenbogen 65’ Helmig 76’ (rig.) Landgraf 83’ | Marcatori |  |

| Arbitro: | Gangkofer |

|                                            |           |                         |
| Tönnies 8’, 81’ Struckmann 20’ Hajszán 77’ | Marcatori | 51’ Helmig 75’ Landgraf |

| Arbitro: | Schneider |

|          |           |             |
| Serr 52’ | Marcatori | 22’ Hofmann |

| Arbitro: | Brückner |

|                                       |           |            |
| Borodjuk 17’ Lyutiy 57’ Schlipper 83’ | Marcatori | 73’ Helmig |

| Arbitro: | Brückner |

|  |           |                      |
|  | Marcatori | 80’ Marin 89’ Moutas |

#### Girone di ritorno
| Essen 8 dicembre 1990, ore 15:00 CET 20ª giornata | Rot-Weiss Essen | 0 – 0 referto | Homburg | Georg-Melches-Stadion (4 200 spett.)\| Arbitro: \| Birlenbach \| |
| Arbitro:                                          | Birlenbach      |               |         |                                                                  |

| Münster 16 dicembre 1990, ore 15:00 CET 21ª giornata | Preußen Münster | 0 – 0 referto | Rot-Weiss Essen | Preußenstadion (5 600 spett.)\| Arbitro: \| Föckler \| |
| Arbitro:                                             | Föckler         |               |                 |                                                        |

| Arbitro: | Amerell |

|                     |           |                                   |
| Jankovic 62’ (rig.) | Marcatori | 54’ Claaßen 71’ Linke 85’ Rusayev |

| Arbitro: | Rubel |

|                         |           |  |
| Heisig 53’ Heemsoth 55’ | Marcatori |  |

| Arbitro: | Feistner |

|                                  |           |  |
| Thommessen 18’ Jankovic 52’, 78’ | Marcatori |  |

| Arbitro: | Schmidt |

|          |           |  |
| Ruof 88’ | Marcatori |  |

| Arbitro: | Wippermann |

|  |           |                         |
|  | Marcatori | 5’ Schneider 90’ Bayzit |

| Arbitro: | Domberg |

|           |           |  |
| Menke 43’ | Marcatori |  |

| Arbitro: | Gangkofer |

|                                       |           |                 |
| Eichenauer 47’ Sánchez 63’ Täuber 75’ | Marcatori | 85’, 89’ Kontny |

| Arbitro: | Mierswa |

|           |           |            |
| Basler 9’ | Marcatori | 66’ Kristl |

| Arbitro: | Matheis |

|                                |           |                           |
| Adler 6’ Thommessen 45’ (aut.) | Marcatori | 17’ (rig.) Röber 75’ Serr |

| Arbitro: | Kuhne |

|                                          |           |                 |
| Röber 36’ (rig.), 90’ (rig.) Dezelak 37’ | Marcatori | 35’ Buchheister |

| Arbitro: | Albrecht |

|            |           |            |
| Lellek 72’ | Marcatori | 7’ Dezelak |

| Arbitro: | Buchhart |

|                                   |           |  |
| Regenbogen 5’ Hubner 68’ Serr 76’ | Marcatori |  |

| Arbitro: | Strampe |

|  |           |                     |
|  | Marcatori | 46’ Serr 81’ Hubner |

| Arbitro: | Brückner |

|          |           |            |
| Serr 13’ | Marcatori | 37’ Lienen |

| Arbitro: | Feistner |

|               |           |                                |
| Schindler 55’ | Marcatori | 13’ Regenbogen 42’, 72’ Hubner |

| Essen 9 giugno 1991, ore 15:00 CEST 37ª giornata | Rot-Weiss Essen | 0 – 0 referto | Schalke 04 | Georg-Melches-Stadion (20 114 spett.)\| Arbitro: \| Domberg \| |
| Arbitro:                                         | Domberg         |               |            |                                                                |

| Arbitro: | Amerell |

|                                 |           |  |
| Marin 19’ Moutas 30’ Terzić 48’ | Marcatori |  |

### Coppa di Germania
| Arbitro: | Buchhart |

|              |           |                        |
| Heinrich 25’ | Marcatori | 10’ Helmig 88’ Steiner |

| Arbitro: | Kirsch |

|          |           |                                |
| Kohl 78’ | Marcatori | 37’ Regenbogen 55’, 90’ Helmig |

| Arbitro: | Assenmacher |

|                                                |           |                            |
| Grein 49’ Zietsch 65’ Witeczek 115’ Klauß 120’ | Marcatori | 35’ Basler 78’ Pickenäcker |

## Statistiche

### Statistiche di squadra
| Competizione      | Punti | In casa | In casa | In casa | In casa | In casa | In casa | In trasferta | In trasferta | In trasferta | In trasferta | In trasferta | In trasferta | Totale | Totale | Totale | Totale | Totale | Totale | DR |
| Competizione      | Punti | G       | V       | N       | P       | Gf      | Gs      | G            | V            | N            | P            | Gf           | Gs           | G      | V      | N      | P      | Gf     | Gs     | DR |
| ----------------- | ----- | ------- | ------- | ------- | ------- | ------- | ------- | ------------ | ------------ | ------------ | ------------ | ------------ | ------------ | ------ | ------ | ------ | ------ | ------ | ------ | -- |
| 2. Bundesliga     | 34    | 19      | 9       | 6       | 4       | 30      | 18      | 19           | 3            | 4            | 12           | 19           | 34           | 38     | 12     | 10     | 16     | 49     | 52     | -3 |
| Coppa di Germania | -     | 0       | 0       | 0       | 0       | 0       | 0       | 3            | 2            | 0            | 1            | 7            | 6            | 3      | 2      | 0      | 1      | 7      | 6      | +1 |
| Totale            | 34    | 19      | 9       | 6       | 4       | 30      | 18      | 22           | 5            | 4            | 13           | 26           | 40           | 41     | 14     | 10     | 17     | 56     | 58     | -2 |

### Andamento in campionato
| Giornata  | 1  | 2  | 3  | 4  | 5  | 6 | 7  | 8  | 9 | 10 | 11 | 12 | 13 | 14 | 15 | 16 | 17 | 18 | 19 | 20 | 21 | 22 | 23 | 24 | 25 | 26 | 27 | 28 | 29 | 30 | 31 | 32 | 33 | 34 | 35 | 36 | 37 | 38 |
| --------- | -- | -- | -- | -- | -- | - | -- | -- | - | -- | -- | -- | -- | -- | -- | -- | -- | -- | -- | -- | -- | -- | -- | -- | -- | -- | -- | -- | -- | -- | -- | -- | -- | -- | -- | -- | -- | -- |
| Luogo     | T  | C  | T  | C  | T  | C | T  | C  | C | T  | C  | T  | C  | T  | C  | T  | C  | T  | C  | C  | T  | C  | T  | C  | T  | C  | T  | T  | C  | T  | C  | T  | C  | T  | C  | T  | C  | T  |
| Risultato | P  | V  | P  | V  | P  | V | P  | V  | V | P  | P  | N  | N  | V  | V  | P  | N  | P  | P  | N  | N  | P  | P  | V  | P  | P  | P  | P  | N  | N  | V  | N  | V  | V  | N  | V  | N  | P  |
| Posizione | 12 | 13 | 15 | 11 | 15 | 9 | 12 | 10 | 7 | 10 | 13 | 12 | 12 | 11 | 10 | 11 | 12 | 13 | 14 | 13 | 14 | 14 | 16 | 14 | 15 | 16 | 17 | 18 | 18 | 18 | 18 | 18 | 16 | 15 | 16 | 13 | 14 | 15 |

Legenda:

Luogo: C = Casa; T = Trasferta. Risultato: V = Vittoria; N = Pareggio; P = Sconfitta.

### Statistiche dei giocatori
| Giocatore      | 2. Bundesliga | 2. Bundesliga | 2. Bundesliga | 2. Bundesliga | Coppa di Germania | Coppa di Germania | Coppa di Germania | Coppa di Germania | Totale   | Totale | Totale      | Totale     |
| Giocatore      | Presenze      | Reti          | Ammonizioni   | Espulsioni    | Presenze          | Reti              | Ammonizioni       | Espulsioni        | Presenze | Reti   | Ammonizioni | Espulsioni |
| -------------- | ------------- | ------------- | ------------- | ------------- | ----------------- | ----------------- | ----------------- | ----------------- | -------- | ------ | ----------- | ---------- |
| M. Basler      | 34            | 6             | 6             | 0             | 3                 | 1                 | 1                 | 0                 | 37       | 7      | 7           | 0          |
| S. Chmielewski | 16            | 0             | 2             | 0             | 0                 | 0                 | 0                 | 0                 | 16       | 0      | 2           | 0          |
| D. Dezelak     | 18            | 3             | 1             | 0             | 3                 | 0                 | 0                 | 0                 | 21       | 3      | 1           | 0          |
| U. Erlebach    | 14            | 1             | 0             | 0             | 0                 | 0                 | 0                 | 0                 | 14       | 1      | 0           | 0          |
| D. Helmig      | 21            | 8             | 2             | 0             | 3                 | 3                 | 0                 | 0                 | 24       | 11     | 2           | 0          |
| M. Hubner      | 15            | 4             | 0             | 0             | 0                 | 0                 | 0                 | 0                 | 15       | 4      | 0           | 0          |
| S. Jankovic    | 14            | 3             | 1             | 0             | 0                 | 0                 | 0                 | 0                 | 14       | 3      | 1           | 0          |
| S. Jörissen    | 18            | 0             | 1             | 0             | 1                 | 0                 | 0                 | 0                 | 19       | 0      | 1           | 0          |
| M. Koniarek    | 0             | 0             | 0             | 0             | 0                 | 0                 | 0                 | 0                 | 0        | 0      | 0           | 0          |
| F. Kontny      | 16            | 2             | 3             | 0             | 3                 | 0                 | 0                 | 0                 | 19       | 2      | 3           | 0          |
| F. Kurth       | 30            | 0             | 0             | 0             | 3                 | 0                 | 0                 | 0                 | 33       | 0      | 0           | 0          |
| W. Landgraf    | 37            | 3             | 4             | 1             | 3                 | 0                 | 0                 | 0                 | 40       | 3      | 4           | 1          |
| J. Margref     | 9             | 0             | 2             | 0             | 1                 | 0                 | 0                 | 0                 | 10       | 0      | 2           | 0          |
| I. Pickenäcker | 15            | 0             | 5             | 0             | 2                 | 1                 | 0                 | 0                 | 17       | 1      | 5           | 0          |
| D. Pusch       | 35            | 0             | 4             | 1             | 3                 | 0                 | 0                 | 0                 | 38       | 0      | 4           | 1          |
| P. Rada        | 9             | 1             | 1             | 0             | 1                 | 0                 | 0                 | 0                 | 10       | 1      | 1           | 0          |
| C. Rafoth      | 2             | 0             | 0             | 0             | 0                 | 0                 | 0                 | 0                 | 2        | 0      | 0           | 0          |
| R. Regenbogen  | 35            | 6             | 0             | 1             | 2                 | 1                 | 0                 | 0                 | 37       | 7      | 0           | 1          |
| J. Röber       | 30            | 3             | 5             | 0             | 2                 | 0                 | 0                 | 0                 | 32       | 3      | 5           | 0          |
| J. Serr        | 30            | 5             | 3             | 1             | 2                 | 0                 | 0                 | 0                 | 32       | 5      | 3           | 1          |
| B. Steiner     | 30            | 0             | 9             | 1             | 2                 | 1                 | 0                 | 0                 | 32       | 1      | 9           | 1          |
| J. Strube      | 27            | 1             | 4             | 0             | 2                 | 0                 | 1                 | 0                 | 29       | 1      | 5           | 0          |
| F. Thommessen  | 27            | 2             | 10            | 0             | 3                 | 0                 | 0                 | 0                 | 30       | 2      | 10          | 0          |
| W. Wiesner     | 8             | 0             | 1             | 0             | 0                 | 0                 | 0                 | 0                 | 8        | 0      | 1           | 0          |
| D. Wissel      | 1             | 0             | 0             | 0             | 0                 | 0                 | 0                 | 0                 | 1        | 0      | 0           | 0          |
| T. Zdebel      | 1             | 0             | 0             | 0             | 0                 | 0                 | 0                 | 0                 | 1        | 0      | 0           | 0          |